# Senegal i olympiska sommarspelen 1968
Senegal deltog med 21 deltagare vid de olympiska sommarspelen 1968 i Mexico City. Ingen av landets deltagare erövrade någon medalj.